# ラジャババ
ラジャババ（欧字名:Raja Baba、1968年4月5日 – 2002年10月9日）は、アメリカ合衆国で生産された競走馬、種牡馬。1980年度の北米リーディングサイアー。

## デビューまで
オグデン・フィップスの息子であるマイケルが生産し、所有していたラジャババはリーディングサイアーに8度なったボールドルーラーを父に持ち、母父に1948年のイギリス2000ギニーステークス優勝馬のマイバブーを持っていた。

## 競走馬時代
3歳時にはフランシススコットキーステークスに勝利した翌週にはデラウェアバレーステークスを勝利。
4歳時には自身の父の名前を冠したボールドルーラーパースを勝利した以外にもフェニックスステークスやJRAステークス、ギャリソンステークスに2位入着を果たしている。

## 種牡馬時代
競走馬としての引退直前の1972年にラジャババはウィリアム・ファリシュに売られ、更にそこから生産者のワーナー・ジョーンズに転売された。ケンタッキー州のゴーシェン近くにあるジョーンズの牧場に繋養される事になったラジャババは一株1万ドルで36株のシンジケートが結成された。産駒が活躍し始めた1976年にはリーディングジュベナイルサイアーになり、4年後の1980年には北米リーディングサイアーとなった。
ラジャババの産駒には62頭のステークス勝者と2頭の年度代表馬がいる。1985年には産駒であるSummer Moodがソヴリン賞の最優秀短距離馬を受賞し、1987年にはサカウイスタがBCディスタフを勝利した後、その年のエクリプス賞の最優秀3歳牝馬賞を受賞した。サカウイスタはその後、チリとオーストラリアでリーディングサイアーとなるHussonetの母となる。
上記以外にも1988年のBCジュベナイル優勝馬のIs It Trueや、日本に輸出されアグネスフローラなどを生み出したロイヤルスキーもいる。
1987年の種付けシーズン終了後に引退し、功労馬となる。2002年にエルミタージュ牧場にて衰弱状態となっていたため安楽死となり、同地内にある墓所に葬られた。

## 血統表
| Raja Babaの血統 | Raja Babaの血統                                                  | Raja Babaの血統                                                  | （血統表の出典）                                                 | （血統表の出典） |
| 父系            | ボールドルーラー系                                               | ボールドルーラー系                                               | ボールドルーラー系                                               | [ § 2 ]          |
| 父 Bold Ruler   | 父の父Nasrullah                                                  | Nearco                                                           | Pharos                                                           | Pharos           |
| 父 Bold Ruler   | 父の父Nasrullah                                                  | Nearco                                                           | Nogara                                                           |                  |
| 父 Bold Ruler   | 父の父Nasrullah                                                  | Mumtaz Begum                                                     | Blenheim                                                         | Blenheim         |
| 父 Bold Ruler   | 父の父Nasrullah                                                  | Mumtaz Begum                                                     | Mumtaz Muhal                                                     |                  |
| 父 Bold Ruler   | 父の母Miss Disco                                                 | Discovery                                                        | Display                                                          | Display          |
| 父 Bold Ruler   | 父の母Miss Disco                                                 | Discovery                                                        | Ariadne                                                          |                  |
| 父 Bold Ruler   | 父の母Miss Disco                                                 | Outdone                                                          | Pompey                                                           | Pompey           |
| 父 Bold Ruler   | 父の母Miss Disco                                                 | Outdone                                                          | Sweep Out                                                        |                  |
| 母 Missy Baba   | 母の父My Babu                                                    | Djebel                                                           | Tourbillon                                                       | Tourbillon       |
| 母 Missy Baba   | 母の父My Babu                                                    | Djebel                                                           | Loika                                                            |                  |
| 母 Missy Baba   | 母の父My Babu                                                    | Perfume                                                          | Badruddin                                                        | Badruddin        |
| 母 Missy Baba   | 母の父My Babu                                                    | Perfume                                                          | Lavendula                                                        |                  |
| 母 Missy Baba   | 母の母Uvira                                                      | Umidwar                                                          | Blandford                                                        | Blandford        |
| 母 Missy Baba   | 母の母Uvira                                                      | Umidwar                                                          | Uganda                                                           |                  |
| 母 Missy Baba   | 母の母Uvira                                                      | Lady Lawless                                                     | Son-in-Law                                                       | Son-in-Law       |
| 母 Missy Baba   | 母の母Uvira                                                      | Lady Lawless                                                     | Entanglement                                                     |                  |
| 母系(F-No.)     | 3号族(FN:3-l)                                                    | 3号族(FN:3-l)                                                    | 3号族(FN:3-l)                                                    | [ § 3 ]          |
| 5代内の近親交配 | Blandford 5x5x4=12.50%、Pharos 4x5=9.38%、Mumtaz Mahal 4x5=9.38% | Blandford 5x5x4=12.50%、Pharos 4x5=9.38%、Mumtaz Mahal 4x5=9.38% | Blandford 5x5x4=12.50%、Pharos 4x5=9.38%、Mumtaz Mahal 4x5=9.38% | [ § 4 ]          |
| 出典            | 1. 2. 3. 4.                                                      | 1. 2. 3. 4.                                                      | 1. 2. 3. 4.                                                      | 1. 2. 3. 4.      |